# Conspiracy of One
Conspiracy of One és el sisè disc d'estudi de la banda californiana de punk rock The Offspring. Fou publicat el 14 de novembre de 2000 per Columbia Records amb la producció de Brendan O'Brien. La intenció inicial de la banda era publicar l'àlbum en el seu lloc web oficial però la seva discogràfica els va amenaçar amb una demanda judicial i finalment es va llançar en format físic. Tingué molt bona rebuda en el mercat estatunidenc gràcies als tres senzills, malgrat que no van arribar a superar el seu treball anterior a nivell de vendes. Aquest fou el darrer treball del bateria Ron Welty, ja que a principis de 2003 va abandonar la banda per iniciar una nova etapa amb la banda Steady Ground.

## Informació
Acabada la gira internacional de promoció del seu anterior àlbum, Americana, van començar a treballar en el següent àlbum. En aquesta època, el grup donava suport a la compartició de fitxers d'igual a igual perquè estaven convençuts que això no afectava el nombre de vendes de discos. Com a demostració d'aquestes opinions, la seva intenció era publicar l'àlbum en format digital des del seu lloc web oficial previ pagament. La discogràfica, Columbia, s'hi va oposar radicalment i va amenaçar d'interposar una demanda judicial, de manera que finalment el llançament es va produir en el format tradicional.
L'àlbum va debutar en la novena posició de la llista estatunidenca d'àlbums, cinc setmanes després fou certificat amb un disc de platí i arribà als dos milions d'unitats venudes. Tingué molt bona rebuda a tot el món superant els cinc milions de còpies, especialment al Japó amb la segona posició en el rànquing. A nivell de la crítica, la rebuda no fou tan positiva, si bé van destacar la maduració musical respecte als treballs anteriors.

## Llista de cançons
Totes les cançons foren escrites i compostes per Dexter Holland. 
| Núm.          | Títol                     | Durada |
| ------------- | ------------------------- | ------ |
| 1.            | «Intro»                   | 0:06   |
| 2.            | «Come Out Swinging»       | 2:47   |
| 3.            | «Original Prankster»      | 3:42   |
| 4.            | «Want You Bad»            | 3:23   |
| 5.            | «Million Miles Away»      | 3:40   |
| 6.            | «Dammit, I Changed Again» | 2:49   |
| 7.            | «Living in Chaos»         | 3:28   |
| 8.            | «Special Delivery»        | 3:00   |
| 9.            | «One Fine Day»            | 2:45   |
| 10.           | «All Along»               | 1:39   |
| 11.           | «Denial, Revisited»       | 4:33   |
| 12.           | «Vultures»                | 3:35   |
| 13.           | «Conspiracy of One»       | 2:17   |
| Durada total: | Durada total:             | 37:44  |

| 14.           | «Huck It»     | 2:38  |
| Durada total: | Durada total: | 40:22 |

| 14.           | «Huck It»                           | 2:38  |
| 15.           | «The Kids Aren't Alright» (Directe) | 3:03  |
| Durada total: | Durada total:                       | 43:25 |

| 14.           | «80 Times» (T.S.O.L. cover) | 2:07  |
| Durada total: | Durada total:               | 39:51 |

| 14.           | «Staring At The Sun» (Directe) | 2:28  |
| 15.           | «All I Want» (Directe)         | 2:08  |
| Durada total: | Durada total:                  | 42:20 |

## Posicions en llista
| Llista       | Posició | Certificació | Vendes    |
| ------------ | ------- | ------------ | --------- |
| Alemanya     | 8       | 1x Or        | 150.000   |
| Austràlia    | 4       | 2x Platí     | 140.000   |
| Canadà       | 4       | 2x Platí     | 200.000   |
| Espanya      |         | 1x Or        | 50.000    |
| Estats Units | 9       | 2x Platí     | 2.000.000 |
| França       | 3       | 2x Or        | 200.000   |
| Japó         | 2       | 2x Platí     | 400.000   |
| Regne Unit   | 12      | 1x Or        | 100.000   |

## Personal

### The Offspring
- Dexter Holland – cantant, guitarra rítmica
- Noodles – guitarra principal, veus addicionals
- Greg K. – baix, veus addicionals
- Ron Welty – bateria

### Personal addicional
- Redman – veu a "Original Prankster"
- Chris "X-13" Higgins – veus addicionals

### Producció
- Justin Beope – disseny
- Billy Bowers – enginyeria
- Nick DiDia – enginyeria
- David Dominguez – ajudant d'enginyeria
- Karl Egsieker – mescles
- Ryan Eilliams – mescles
- Sean Evans – direcció artística
- Alan Forbes – il·lustracions
- Sarkis Kaloustian – disseny
- Ross Garfield – tècnic
- Steve Masi – tècnic
- Eddy Schreyer – masterització